# Lex Claudia
Lex Claudia – ustawa rzymska przeprowadzona w roku 218 p.n.e. przez trybuna ludowego Kwintusa Klaudiusza, która zabraniała senatorom i ich potomkom uczestnictwa w handlu morskim, jeśli posiadane przez nich statki mogły zabierać więcej niż 300 amfor towaru (transportowa amfora rzymska mogła pomieścić około 6 galonów oliwy lub wina, czyli statek nie mógł mieć więcej niż 7 ton ładowności). 
Ustawa, która uzyskała poparcie konsula Gajusza Flaminiusza Neposa, miała na celu ochronę praw ekwitów, którzy głównie zajmowali się w starożytnym Rzymie handlem i transportem morskim. Spowodowała, że patrycjusze zaczęli masowo wykupywać ziemię i tworzyć latyfundia rolno-hodowlane.